# Улица Куллассепа
Улица Ку́ллассепа (эст. Kullassepa tänav — Золотокузнечная, Ювелирная) — короткая (90 метров) улица в историческом районе Старый город Таллина (Эстония), проходит от пересечения улиц Нигулисте и Кунинга (где является продолжением улицы Харью) до Ратушной площади.

## История
Первоначальные названия улицы (с XVI века) — нем. Kannengeter Strate, Kannengeter Strate, Krämerstraße (Лавочная).
Современное название улицы (эст. Kulla — «золотой», эст. sepp — «кузнец») связано с ювелирным промыслом, в XVIII веке дома на улице были скуплены ювелирами, и в конце XIX — начале XX века улицу также называли Серебряной. 
Систематизировавший названия городских улиц Эстляндский губернатор князь Михаил Шаховской в 1872 году потребовал  дополнить названия переводами на русский язык и вывесить таблички на «трёх местных языках». Предложенное для улицы Куллассепа германизированное название — Гольдшмитская —  ему не понравилось и он предложил Золотобитная. Магистрат предложил свой новый вариант, с которым и согласились — Серебряная.
Улица являлась частью древней дороги с городского рынка на Ратушной площади в континентальные районы Эстонии. Считается, что по линии улицы шла первая крепостная стена Таллина, построенная во второй половине XIII века.

## Застройка
д. 11 — Апартаменты «Kullassepa Residence»
д. 13 — бар «XX Sajand»
Чётную сторону улицы занимает дом 2 по улице Нигулисте (1949—1953, архитектор Илмар Лаази), историческая застройка на его месте была утрачена в годы Великой Отечественной войны.

## Достопримечательности
На улице есть остановка автопоезда «Тоомас», развозящего туристов по улицам Старого города.